# Occhio nero occhio biondo occhio felino...
Occhio nero occhio biondo occhio felino... è un film italiano del 1984 diretto da Emma Muzzi Loffredo.

## Trama
La giovane Maria va a scuola dalle suore, e viene continuamente rimproverata a causa della sua disubbidienza, che a suo modo di vedere, è una persona libera. Così decide di recitare delle filastrocche per tentare di eludere la realtà.